# Фріц Бухло
Фріц Бухло (нім. Fritz Buchloh, 26 листопада 1909, Мюльхайм-на-Рурі — 22 липня 1998, там само) — німецький футболіст, що грав на позиції воротаря за клуби «Шпельдорф», «Герта» та «Шварц-Вайс» (Ессен), а також національну збірну Німеччини. По завершенні ігрової кар'єри — тренер.

## Клубна кар'єра
У футболі дебютував 1932 року виступами за команду «Шпельдорф», в якій провів шість сезонів.
Своєю грою за цю команду привернув увагу представників тренерського штабу клубу «Герта», до складу якого приєднався 1938 року. Відіграв за берлінський клуб наступний сезон своєї ігрової кар'єри.
1939 року перейшов до клубу «Шварц-Вайс» (Ессен), за який відіграв 5 сезонів. Завершив професійну кар'єру футболіста виступами за команду «Шварц-Вайс» (Ессен) у 1944 році.
| Дата       | Місто       | Господарі  | Результат | Гості      | Турнір            | Голи | Примітки |
| ---------- | ----------- | ---------- | --------- | ---------- | ----------------- | ---- | -------- |
| 4-12-1932  | Дюссельдорф | Німеччини  | 0 – 2     | Нідерланди | товариський матч  | -2   |          |
| 1-1-1933   | Болонья     | Італія     | 3 – 1     | Німеччини  | товариський матч  | -1   | 55'      |
| 22-10-1933 | Дуйсбург    | Німеччина  | 8 – 0     | Бельгія    | товариський матч  | -    |          |
| 5-11-1933  | Магдебург   | Німеччина  | 2 – 2     | Норвегія   | товариський матч  | -2   |          |
| 11-3-1934  | Люксембург  | Люксембург | 1 – 9     | Німеччина  | Відбір до ЧС 1934 | -1   |          |
| 9-9-1934   | Варшава     | Польща     | 2 – 5     | Німеччина  | товариський матч  | -2   |          |
| 7-10-1934  | Копенгаген  | Данія      | 2 – 5     | Німеччина  | товариський матч  | -2   |          |
| 27-1-1935  | Штутгарт    | Німеччина  | 4 – 0     | Швейцарія  | товариський матч  | -    |          |
| 17-2-1935  | Амстердам   | Нідерланди | 2 – 3     | Німеччина  | товариський матч  | -2   |          |
| 8-5-1935   | Дортмунд    | Німеччина  | 3 – 1     | Ірландія   | товариський матч  | -1   |          |
| 12-5-1935  | Кельн       | Німеччина  | 1 – 2     | Іспанія    | товариський матч  | -2   |          |
| 30-6-1935  | Стокгольм   | Швеція     | 3 – 1     | Німеччина  | товариський матч  | -3   |          |
| 25-8-1935  | Ерфурт      | Німеччина  | 4 – 2     | Румунія    | товариський матч  | -2   |          |
| 20-10-1935 | Лейпциг     | Німеччина  | 4 – 2     | Болгарія   | товариський матч  | -2   |          |
| 27-2-1936  | Лісабон     | Португалія | 1 – 3     | Німеччина  | товариський матч  | -    | 58'      |
| 4-8-1936   | Берлін      | Німеччина  | 9 – 0     | Люксембург | ОІ 1936           | -    |          |
| 13-9-1936  | Варшава     | Польща     | 1 – 1     | Німеччина  | товариський матч  | -    |          |
| Усього     |             | Матчів     | 17        |            | Голів             | -22  |          |

## Кар'єра тренера
Розпочав тренерську кар'єру, повернувшись до футболу після невеликої перерви, 1949 року, очоливши тренерський штаб збірної Ісландії.
Останнім місцем тренерської роботи був клуб «Шварц-Вайс» (Ессен), головним тренером команди якого Фріц Бухло був з 1952 по 1954 рік.
Помер 22 липня 1998 року на 89-му році життя у місті Мюльхайм-на-Рурі.

## Титули і досягнення
- Бронзовий призер чемпіонату світу: 1934